# Канджон (правитель Корё)
Канджон (кор. 강종, 康宗, Gangjong) — 22-й правитель корейского государства Корё, правивший в 1212—1213 годах. Имя — О (кор. 오, 晶, O). Вторые имена — Тэхва/Тэсу (кор. 대수, 大菙, Daesu) и Попчу.
Посмертные титулы — Чунчхоль муннёль танчхон мёнхон имо мокчон Вонхё-тэван (кор. 준철문열단총명헌이모목청원효대왕).